# Bilo bi ludo
Bilo bi ludo prvi je studijski album bosanskohercegovačkog rock pjevača Fadila Toskića koji izlazi 1979. godine a objavljuje ga izdavačka kuća Jugoton. Album sadrzi 11 pjesama, a sniman je i masteriran u glzabenim studijima Central Recorders i Mater Room. Pjesme Ljubavni napitak i Hej, dok si sama snimane su kad i album ali nisu ukljucene u album vec su izdane kao singlovi. 